# Династия (телесериал, 2017)
«Дина́стия» (англ. Dynasty) — американская мелодрама, основанная на одноимённом телесериале, который выходил на телеканале «ABC» с 1981 по 1989 год. Сериал разработан Джошем Шварцем, Стефани Сэвиджем и Сэлли Патрик. Премьера сериала состоялась 11 октября 2017 года на телеканале «The CW».
2 апреля 2018 года сериал был продлён на второй сезон.
31 января 2019 года «The CW» и «Netflix» официально продлили сериал на третий сезон. Премьера третьего сезона состоялась 11 октября 2019 года.
7 января 2020 года сериал продлили на четвёртый сезон. 3 февраля 2021 года сериал продлили на пятый сезон.
Премьера четвёртого сезона сериала состоялась 7 мая 2021 года на телеканале The CW. Премьера пятого сезона состоялась 20 декабря 2021 года.
12 мая 2022 года телеканал CW закрыл телесериал после пяти сезонов.

## В ролях

### Основной состав
- Элизабет Гиллис — Фэллон Кэррингтон
- Натали Келли — Кристал Кэррингтон (сезон 1)
- Джеймс Маккей — Стивен Кэррингтон
- Роберт Кристофер Райли — Майкл Калхэйн
- Сэм Адегоке — Джефф Колби
- Рафаэль де ла Фуэнте — Сэм «Сэмми Джо» Джонс
- Алан Дэйл — Джозеф Андерс
- Грант Шоу — Блейк Кэррингтон
- Николлетт Шеридан — Алексис Кэррингтон
- Ана Бренда Контрерас — Кристал Дженнингс (сезон 2)
- Мэддисон Браун — Кирби Андерс (сезон 2-)
- Адам Хубер — Джек Лиам Ридли Лауден
- Даниэлла Алонсо — Кристал Флорес Кэррингтон (сезон 3)

### Второстепенный состав
- Ник Уэкслер — Мэттью Блэйсдел
- Брианна Браун — Клаудия Блэйсдел
- Уокима Холлис — Моника Колби
- Дэйв Мальдонадо — Уилли Сантьяго

## Обзор сезонов
| Сезон | Сезон | Эпизоды | Дата показа     | Дата показа      | Рейтинг Нильсона | Рейтинг Нильсона       |
| Сезон | Сезон | Эпизоды | Премьера        | Финал            | Ранк             | Зрители США (миллионы) |
| ----- | ----- | ------- | --------------- | ---------------- | ---------------- | ---------------------- |
|       | 1     | 22      | 11 октября 2017 | 11 мая 2018      | 145              | 1.00                   |
|       | 2     | 22      | 12 октября 2018 | 24 мая 2019      | 141              | 0.80                   |
|       | 3     | 20      | 11 октября 2019 | 8 мая 2020       | 133              | 0.59                   |
|       | 4     | 22      | 7 мая 2021      | 1 октября 2021   | 161              | 0.4                    |
|       | 5     | 22      | 20 декабря 2021 | 16 сентября 2022 | TBA              | TBA                    |

## Производство

### Разработка
В сентябре 2016 года стало известно, что в разработке телеканала «The CW» находится ремейк мыльной оперы 1980-х годов — «Династия». Занимаются им Джош Шварц, Стефани Сэвидж и Сэлли Патрик. Эстер и Ричард Шапиро, создатели оригинального телесериала, получили посты продюсеров перезапуска. В новом сериале в центре сюжета находится противостояние богатой наследницы Фэллон Кэррингтон с мачехой-испанкой Кристал. Inside Soap Yearbook назвал известие о ребуте шоу «фантастической новостью». Пилотный эпизод был снят в Атланте, штат Джорджия.
10 мая 2017 года сериал-ремейк был заказан телеканалом «The CW». Трейлер-превью был выпущен 18 мая 2017 года.

### Кастинг
Натали Келли получила роль Кристал Флорес в январе 2017 года, а в феврале того же года стало известно, что Элизабет Гиллис сыграет роль Фэллон Кэррингтон, Сэм Адегоке — Джеффа Колби, а Роберт Кристофер Райли получил роль Майкла Кулхэйна. Следующими к актёрскому составу в марте 2017 года присоединились Грант Шоу в роли отца Фэллон Блейка Кэррингтона и Рафаэль Де Ла Фуэнте в роли Сэма Флореса, мужской версии персонажа Сэмми Джо Кэррингтон из оригинального телесериала и гея. Среди других актёров телесериала значатся Джеймс Маккей в роли Стивена Кэррингтона, брата-гея Фэллон, Алан Дэйл в роли Джозефа Андерса и Брианна Браун в роли Клаудии.